# Peševina
Peševina (cyr. Пешевина) – wieś w Bośni i Hercegowinie, w Republice Serbskiej, w gminie Vlasenica. W 2013 roku liczyła 45 mieszkańców.